# Live in Moscow (Stone Sour)
Live in Moscow è il primo album in studio del gruppo musicale statunitense Stone Sour, pubblicato il 14 agosto 2007 dalla Roadrunner Records.

## Il disco
Contiene l'intero concerto tenuto dal gruppo il 18 ottobre 2006 a Mosca. Tale concerto era già stato precedente pubblicato in formato video all'interno dell'edizione speciale del secondo album in studio del gruppo, Come What(ever) May, pubblicata nel 2007.

## Tracce
1. 30/30-150 – 5:07
2. Orchids – 5:27
3. Take a Number – 4:41
4. Reborn – 3:48
5. Your God – 5:14
6. Inhale – 4:05
7. Come What(ever) May – 5:46
8. Bother – 6:32
9. Through Glass – 5:45
10. Blotter – 3:58
11. Hell & Consequences – 4:27
12. Get Inside – 4:10

## Formazione
- Corey Taylor – voce; chitarra aggiuntiva (tracce 8–9)
- James Root – chitarra
- Josh Rand – chitarra
- Shawn Economaki – basso
- Roy Mayorga – batteria